# Brings
Brings is een Duitse dialectband uit Keulen, die veelal optreedt tijdens carnavalszittingen.

## Oprichting
De band werd opgericht door de broers Peter (Keulen, 8 september 1964) en Stephan Brings (Keulen, 1 september 1965), Harry Alfter (Bonn, 5 augustus 1964) en Matthias Gottschalk (Leverkusen, 30 december 1961). Tegenwoordig bestaat de band uit Peter en Stephan Brings, Harry Alfter, Kai Engel en Christian Blüm.

## Carrière
In 1991 verscheen het debuutalbum Zwei Zoote Minsche. Inhoudelijk streefde de band naar begrenzing. In 1992 verscheen het album Kasalla, in 1993 het derde album Hex 'n' Seks. De band speelde in 1991 naast Billy Idol en Transvision Vamp als voorprogrammagroep voor de Simple Minds in het uitverkochte Müngersdorfer Stadion in Keulen en in 1993 bij Rock am Ring. Een hoogtepunt was een nagenoeg uitverkochte Kölner Sporthalle in hetzelfde jaar. Voor een groot publiek speelde Brings ook bij Start ins Wildall, het openingsevenement van SWR3 uit het Baden-Airpark en de tweede keer bij Rock am Ring op 30 mei 1993. Hierbij kwamen meermaals optredens in het kader van het WDR-programma Rockpalast. Als voorgroep speelde Brings onder andere bij tournees van AC/DC, Tom Petty en de Simple Minds.
De eerste hit was Nur mer zwei, die een 56e plaats scoorde in de Duitse hitlijst. Verdere bekende titels uit deze periode zijn Katharina, Nix ist Verjesse, Ali, Ehrenfeld, Bis ans Meer, die als filmmuziek voor Knockin' on Heaven's Door ter sprake kwam, en ook het sociaalkritische Handvoll ze fresse, dat bij SWR3 werd gekozen als song van het jaar. In de film Knockin' on Heaven's Door had Peter Brings een kort optreden als ziekenbroeder.
Brings zette zich ook in voor politieke doeleinden. Een bekend voorbeeld is de AG Arsch huh met het daarbij behorende concert op de Keulse Chlodwigplatz in 1992 voor meer dan 100.000 toeschouwers. De albums Zwei Zoote Minsche, Kasalla en Fünf resp. Fünf+4 werden geproduceerd door de BAP-gitarist Klaus Heuser. Voor Knapp was de als jurylid van de castingshow Popstars bekend geworden Dieter Falk als producent verantwoordelijk.

## Verandering van stijl
Nadat het rustiger was geworden rond de band, kwam in 2000 het tot dan grootste succes met Superjeilezick (Those Were the Days). Vooral tijdens het Keulse carnaval werd het nummer, dat eigenlijk was bedoeld als verjaardagsserenade voor de band, een superhit. In 2001 produceerden ze samen met de band Wise Guys de song Stolz voor diens album Ganz weit vorne. Na het verrassende succes van Superjeilezick kwam het tot een aanzienlijke en heftig bediscussieerde wijziging van de muziekstijl: afscheid van de klassieke rock naar party- en stemmingsmuziek, vaak met typische polka-elementen. In 2003 speelde de band onder andere op het UZ-Pressefest. Tijdens het carnavalsseizoen 2004 scoorde de band met het nummer Poppe, Kaate, Danze een verdere hit. In 2005 werd het nummer Hoch, Höher, Haie gecomponeerd voor ijshockeyvereniging Kölner Haie, dat sindsdien de inofficiële hymne van de vereniging is. Een jaar later werd naar aanleiding van het Wereldkampioenschap voetbal 2006 in Duitsland de in 1974 door Jack White met het Duitse voetbalelftal geproduceerde schlager Fußball ist unser Leben opnieuw opgelegd en tot een verder succes verholpen. De single kon zich vier weken lang handhaven in de hitparade.
In november 2006 verscheen de single Hay! Hay! Hay! met muziek van Verka Serduchkas song Gop-gop. Het nummer, dat incidenteel als verheerlijking en bagatellisering van drugsgebruik werd uitgelegd, werd door Brings na afspraken met het Festkomitee Kölner Karneval niet meer gespeeld tijdens carnavalsevenementen. Het album Hay! Hay! Hay! kwam in januari 2007 in de handel. Voor de zitting 2007/2008 publiceerde Brings een coverversie van Nur aus Liebe weinen van Zarah Leander, waarmee de band een plaatsing scoorde in de top 50 van de Media Control Charts. Met het Kölner Dreigestirn presenteerde Brings tijdens deze zitting hun nieuwe en rockend bewerkte carnavalsschlager Su ne Daach, su schön wie hück, su ne Daach kütt nie zoröck. Tijdens de carnavalszitting 2008/2009 stelde Brings de nummers Mama wir danken dir en Immer widder voor. Hun album Rockmusik verscheen in november 2008. Het bevat enige reeds voorheen als single gepubliceerde titels en verbindt zich qua stijl aan de carnavalistisch gekenmerkte albums van de laatste jaren. Peter Brings ondersteunt als zanger de Keulse band Schmackes bij de titelsong van hun maxi-CD Fastelover en nam met deze formatie deel aan de Närrische Hitparade 2008 van de WDR.
Nadat Brings buiten het carnavalsseizoen vooral in de omgeving van Keulen onderweg was, bracht de band de tournee 2008 op initiatief van de Köln-Munchner Karnevalsverein e.V. ook naar München. Binnen zes weken na de start van de voorverkoop in januari 2008 waren alle 700 beschikbare tickets uitverkocht en de band kon weer na lange tijd aan de vroegere successen buiten het Rijnland evenaren. Ter gelegenheid van het 20-jarig bestaan gaf de band op 16 juli 2011 een Open-Air-concert in het uitverkochte Keulse RheinEnergieStadion voor 50.000 toeschouwers. Ter gelegenheid van het 25-jarig bestaan gaven ze op 4 juni 2016 opnieuw een concert in hetzelfde stadion met hetzelfde aantal bezoekers. Muzikale ondersteuning kreeg de band onder andere van de Bläck Fööss, de rapper Eko Fresh en Chris Thompson.

## Tv-optredens
Landelijke aandacht kreeg de band vooral door optredens in tv-programma's, zoals Immer wieder Sonntags, ZDF-Fernsehgarten en Karnevalissimo. Bovendien speelde Brings herhaaldelijk in het programma Die Feste der Volksmusik.
Ter gelegenheid van het 10-jarig bandjubileum draaide Rockpalast de documentatie 10 Jahre Brings Ne SUPERJEILEZICK.

## Discografie

### Singles
- 1991: Katharina
- 1991: Nur mer zwei
- 1991: Schenk dir mi Hätz
- 1992: Ali
- 1992: Loss di Hoor eraf
- 1992: Nix is verjesse
- 1993: Du bist
- 1993: Ehrenfeld
- 1993: Lass die Maske fallen
- 1993: Will nur dich
- 1995: Fleisch und Blut
- 1995: Heimat
- 1995: Luftschlösser
- 1997: Bis ans Meer
- 1997: Fünf
- 1997: Niemols im Lääve/Bis ans Meer
- 1999: Knapp
- 1999: Nit alles Jold
- 1999: Was ist mit dir?/Marie
- 2000: Superjeilezick
- 2002: Wenn et funk
- 2003: Poppe, Kaate, Danze
- 2003: Puddelrüh
- 2004: Lang vorbei/Schnee vum letzte Johr
- 2004:	Su lang mer noch am Lääve sin
- 2005: Alle Mann
- 2005: Hoch, Höher, Haie
- 2005:	Man müsste noch mal 20 sein
- 2006: Hay! Hay! Hay!
- 2006:	Fußball ist unser Leben
- 2007:	Nur nicht aus Liebe weinen
- 2008: FC is unser Jeföhl
- 2010: Plastikstään
- 2010: Wir wollen niemals auseinandergeh'n
- 2010:	Halleluja
- 2011: Die längste Brings Single der Welt
- 2012: Halleluja (feat. Lukas Podolski)
- 2012:	Dat is geil
- 2013: Die Nacht
- 2013: Kölsche Jung
- 2013:	Funkemarieche (feat. Carolin Kebekus)
- 2014: Es brennt (Eko Fresh feat. Brings)
- 2015:	Polka Polka Polka
- 2016:	Jeck Yeah!
- 2017: Besoffe vör Glück
- 2017: Liebe gewinnt
- 2020: Hück räänt et Kölsch (111 RMX)
- 2020: Sünderlein
- 2020: Mir singe Alaaf!
- 2021: Quarantäne
- 2021: Mir sin widder do

### Ep's
- 1991: Zweschedurch
- 1996: Zweschedurch II

### Studioalbums
- 1991:	Zwei Zoote Minsche
- 1992:	Kasalla
- 1993:	Hex 'n' Sex
- 1995:	Glaube, Liebe, Hoffnung
- 1997:	Fünf
- 1999:	Knapp
- 2001:	Superjeilezick
- 2003:	Puddelrüh
- 2004:	Poppe, Kaate, Danze
- 2005:	Su lang mer noch am Lääve sin
- 2007:	Hay! Hay! Hay!
- 2008:	Rockmusik
- 2011:	Dat is geil
- 2014:	14
- 2017: Liebe gewinnt
- 2021: Brings Und Das Beethoven Orchester Bonn:  Alles Tutti!

### Livealbums
- 1997: Live
- 2013: Leise rieselt der Schnee 2
- 2016: Silberhochzeit (live)

### Compilaties
- 2016: Silberhochzeit
- 2007: Das Beste von 90–97
- 2007: Best Of
- 2011: Das brings – Die Hits der Kölner Kultband
- 2011: Classic Albums: Glaube, Liebe, Hoffnung/5 + 4

## Videoalbums en muziekvideo's

### Muziekvideo's
- 1991: Schenk dir mi Hätz
- 1992: Nix is verjesse
- 1993: Will nur dich
- 1995: Heimat
- 1995: Luftschlösser
- 2005: Man müsste noch mal 20 sein
- 2010: Halleluja
- 2012: Dat is geil
- 2012: Halleluja
- 2013: Kölsche Jung
- 2014: Es brennt
- 2015: Polka Polka Polka
- 2016: Jeck Yeah!
- 2017: Liebe gewinn
- 2017: Besoffe vör Glück
- 2018: Et jeilste Land (feat  Dennis aus Hürth )
- 2020: Mir singe Alaaf!
- 2021: Quarantäne (feat  Jürgen  Zeltinger )

### Videoalbums
- 2007: Live
- 2011: Dat wor geil – 20 Jahre Brings

## Luisterboeken
- 2014: Superjeilezick – Das Leben ist ein Rockkonzert (met Gerd Köster)

## Boxsets
- 2011: 4 Albums